# Горица при Сливници
Горица при Сливници (словен. Gorica pri Slivnici) је насељено место у општини Шентјур, Савињска регија, Словенија.

## Историја
До територијалне реорганизације у Словенији била је у саставу старе општине Шентјур при Цељу.

## Становништво
У попису становништва из 2011. године, Горица при Сливници је имала 557 становника.
| Број становника према пописима | Број становника према пописима | Број становника према пописима |
| ------------------------------ | ------------------------------ | ------------------------------ |
| 1991                           | 2002                           | 2011                           |
| 563                            | 585                            | 557                            |

Напомена: До 1953. исказивано под именом Горица. Године 1955. повећано за насеље Свети Урбан, које је укинуто.